# Истод большой
Ист́од большо́й (лат. Polygala major) — многолетнее травянистое растение, вид рода Истод (Polygala) семейства Истодовые (Polygalaceae).

## Ботаническое описание
Листья продолговатые, притупленные. Цветки крупные, светло-пурпурные или розовые. Коробочка поникающая, на длинной ножке. Хромосом — 2n = 34.

## Распространение и местообитание
Распространена на альпийских лугах в регионах Кавказа, дубравах Моравии, Венгрии и Словакии а также западной Азии. Цветёт с конца июня до начала августа. На Украине растёт в основном на склонах Одесской области.

## Статус
В Австрии и Чехии признается как вымирающий (C3). В других странах, информации об угрозе вымирания нет.

## Галерея

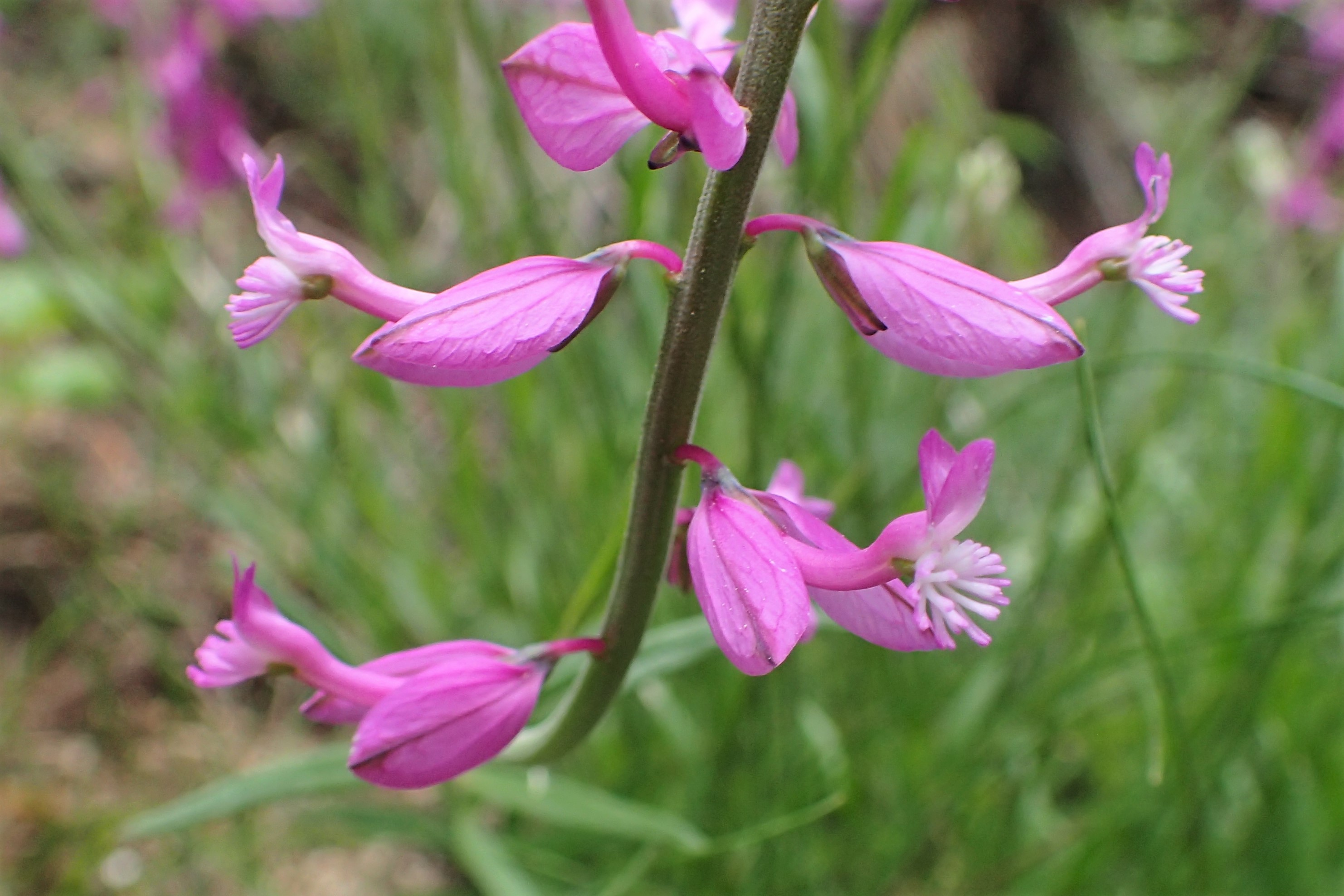
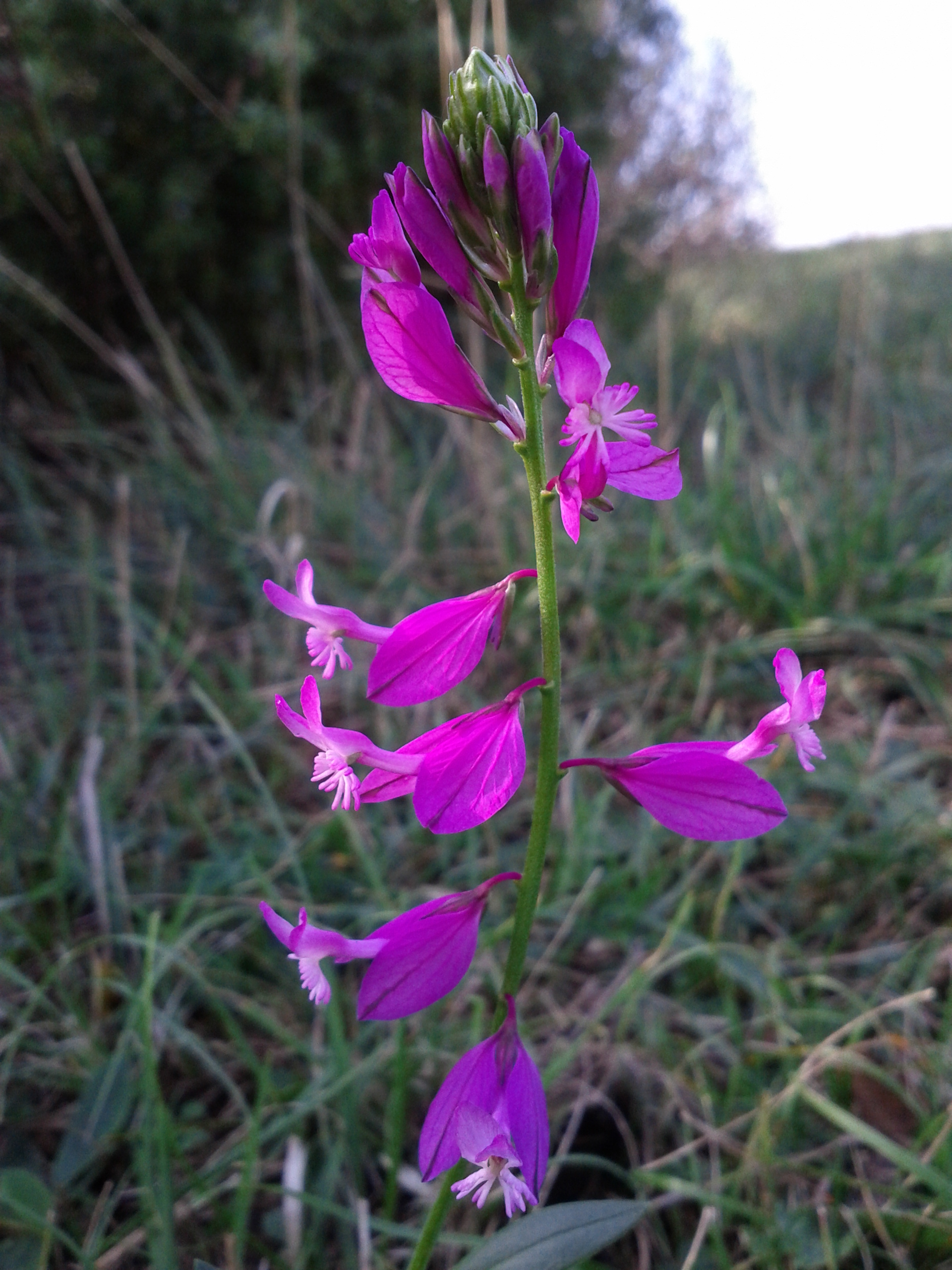
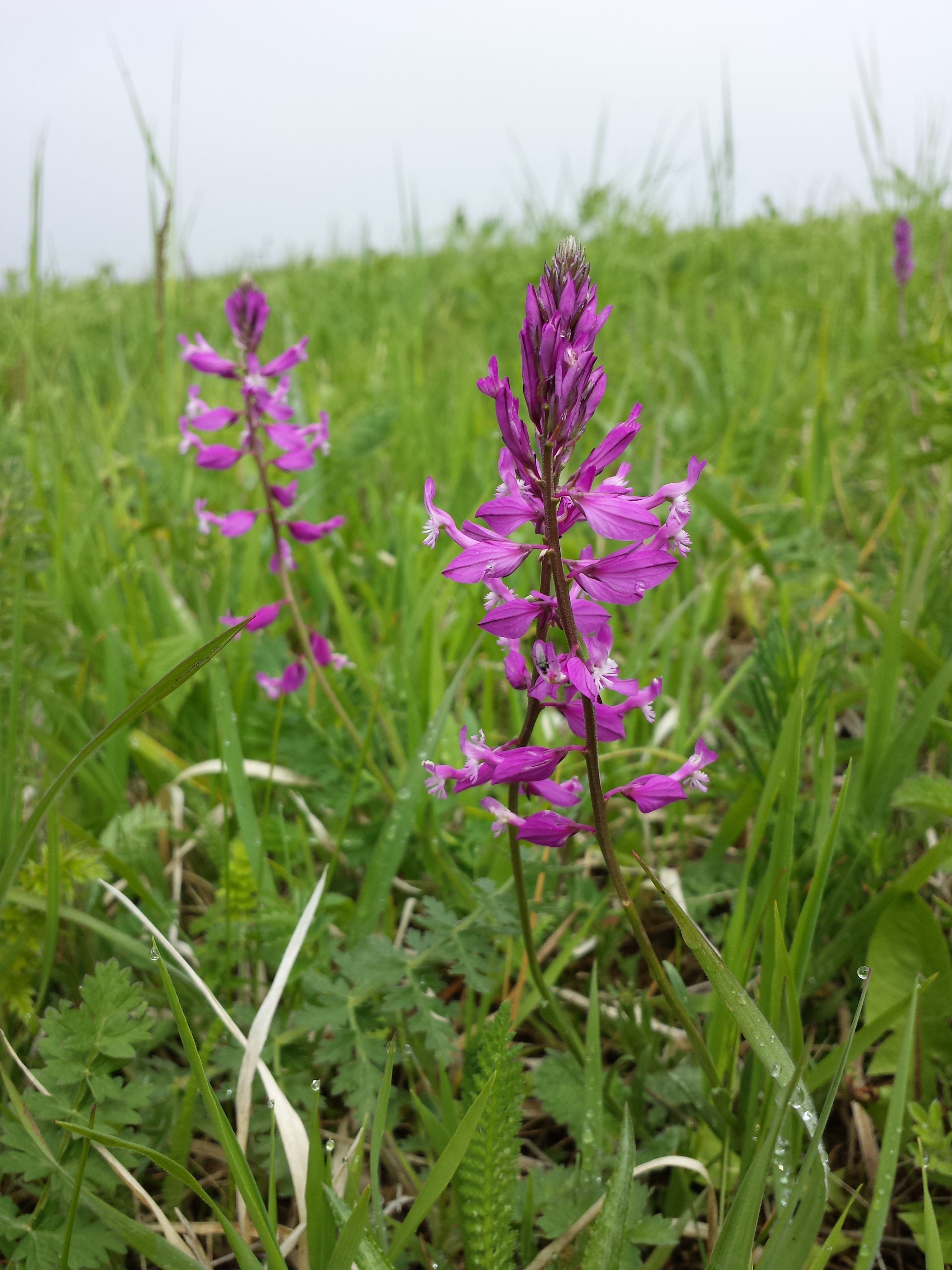
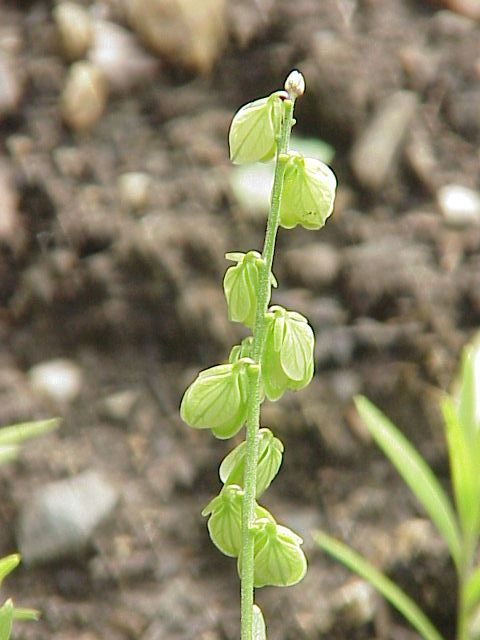